# Orientalsk gran
Orientalsk gran (Picea orientalis) er et stedsegrønt nåletræ med en smalt kegleformet vækst. Ældre træer kan blive flertoppede. grenene er tætsiddende.

## Beskrivelse
Barken er først håret og lysebrun. Senere bliver den lyst gråbrun, og på gamle grene og stammer bliver barken efterhånden rødbrun og opsprækkende i små, runde flager. Knopperne er små og kegleformede til ægformede med rødbrune skæl.
Nålene sidder tiltrykt til skuddet, og de er usædvanligt korte, firkantede i tværsnit og blankt mørkegrønne. De hanlige blomster sidder i spidst ægformede stande yderst på unge kviste, og de er røde, men senere dog gule. De hunlige blomster er røde, og de sidder på de øverste grene. Koglerne er slanke og krumme, og de er først gråligt røde, men senere gråbrune og overtrukket med harpiks.
Rodnettet er fladt og højtliggende.
Højde x bredde og årlig tilvækst: 25 x 7 m (20 x 10 cm/år).

## Hjemsted
Arten har sin naturlige udbredelse på begge sider af det vestlige Kaukasus, dvs. i Tyrkiet og Georgien, hvor den danner skov i højder mellem 900 og 2.200 m højde.
I Hatila nationalparken ved Artvin i det nordøstlige Tyrkiet vokser arten i 1.300 m højde sammen med bl.a. avnbøg, humlebøg, alm. hyld, taks, bævreasp, Doronicum macrolepis (en art af Gemserod), guldazalea, kaukasisk blåbær, laurbærkirsebær, Lilium ciliatum (en art af Lilje), nordmannsgran, orientalsk bøg, pontisk rododendron, rødel, skovfyr, stor tusindstråle, storbladet elm, Tilia rubra (en art af lind), tyrkisk løn, Vincetoxicum nigrum (en art af svalerod), vintereg og ægte kastanje

## Anvendelse
Orientalsk gran indgår ikke i skovbruget i Danmark. Det dyrkes i nogen grad i haver, men oftest som et mindre træ. Større træer forekommer primært i enkelte parker og botaniske samlinger.
| Portal | Portal:Botanik |

## Note
1. ↑  Nevzat Batan og Turan Ozdemir: Contributions to the Moss Flora of Artvin Region (engelsk)